# Gold Coast
Gold Coast is een Australische kuststad in Queensland, gelegen ten zuiden van Brisbane dicht tegen de grens met New South Wales aan. Het is een belangrijke badplaats. Gold Coast is met 591.473 inwoners (2013) de op één na grootste stad van Queensland en de op zes na grootste van Australië. De agglomeratie bevindt zich voor een deel in de New South Wales waar de stad Tweed River heet.
Oorspronkelijk heette de plaats Town of South Coast maar door sterk gestegen huizenprijzen kreeg deze rond 1950 de bijnaam Gold Coast. De bijnaam werd na verloop van tijd steeds meer gebruikt, vooral door toeristen. In 1958 werd formeel de naam Town of Gold Coast aangenomen. In 1959 kreeg deze plek, die ontstaan was uit verschillende dorpen die aan elkaar gegroeid waren de status van stad.
Naast het toerisme is de stad ook bekend om haar filmindustrie. In de hier gevestigde Village Roadshow Studios zijn niet alleen Australische films maar ook scènes uit Amerikaanse bioscoopfilms opgenomen. De stad beschikt over een eigen vliegveld, Gold Coast Airport.

## Toerisme
Gold Coast staat bekend om haar zonnige en subtropische klimaat, haar stranden, goede surflocaties, haar ruime aanbod van toeristische attracties en haar nachtleven. Landinwaarts ligt een groot regenwoud. Dit alles maakt de stad de populairste vakantiebestemming van Australië.
In de directe omgeving van Gold Coast is een drietal nationale parken te vinden: Lamington, Springbrook en Tamborine.
Een bijzondere verschijning zijn de Surfers Paradise Meter Maids. Deze in goudkleurige bikini gehulde dames met een tiara werden in 1965 door een lokale ondernemer op pad gestuurd om parkeermeters met munten bij te vullen zodat parkeerders geen boete kregen. Hij was het er namelijk niet mee eens dat de stad besloten had om deze dingen te plaatsen. De vrouwen lopen nog steeds rond, zijn onderdeel geworden van de folklore en worden ingezet om de stad in de rest van het land te promoten. Een aantal van hen zijn dankzij dit werk fotomodel geworden.

## Stadsbeeld
Een opmerkelijke wijk is Surfers Paradise met veel hoogbouw. Hier is o.a. De 323 meter hoge Q1 Tower te vinden dat bij opening in 2005 het hoogste appartementengebouw ter wereld was. In 2022 is het nog steeds het hoogste gebouw van Australië en het op twee na hoogste gebouw op het Zuidelijke halfrond.

## Partnersteden
- Beihai (China), sinds 1997
- Dubai (Verenigde Arabische Emiraten), sinds 2001
- Fort Lauderdale (Verenigde Staten), sinds 1980
- Horowhenua (Nieuw-Zeeland)
- Kanagawa (Japan), sinds 1990
- Korfoe (Griekenland)
- Netanya (Israël)
- Nouméa (Nieuw-Caledonië (Frankrijk), sinds 1992
- Tainan (Taiwan)
- Taipei (Taiwan), sinds 1982
- Takasu (Japan), sinds 1995
- Ulaanbaatar (Mongolië)

## Geboren
- Grant Hackett (1980), zwemmer
- Emma Snowsill (1981), triatlete
- Shane Cross (1986-2007), skateboarder
- Meagen Nay (1988), zwemster
- Margot Robbie (1990), actrice
- Jade Neilsen (1991), zwemster
- Tommy Oar (1991), voetballer
- Leiston Pickett (1992), zwemster
- Jessica Watson (1993), zeiler
- Cameron McEvoy (1994), zwemmer
- Lyndon Dykes (1995), voetballer
- Kane Richards (1996), wielrenner
- Cody Simpson (1997), zanger
- Jack Doohan (2003), autocoureur

Hoofdstad: Brisbane

Steden: Bundaberg · 
Cairns · 
Caloundra · 
Charters Towers · 
Gladstone · 
Gold Coast · 
Hervey Bay · 
Ipswich · 
Logan · 
Mackay · 
Maryborough · 
Mount Isa · 
Rockhampton · 
Thuringowa · 
Toowoomba · 
Townsville